# Mario (personaje)
Mario (マリオ?) es un personaje ficticio creado por el diseñador de videojuegos Shigeru Miyamoto, mascota de la compañía Nintendo y el protagonista de la franquicia de videojuegos homónima. Actuando como la mascota de la compañía, con su aparición en videojuegos, así como en series de televisión y películas, se ha posicionado como el ícono emblemático de Nintendo, llegando a ser uno de los personajes más famosos de todos los tiempos, junto a su hermano Luigi, quien es su compañero ícono en diversos juegos y lo ayuda a cumplir su misión. Mario es un fontanero italiano que reside en el Reino Champiñón, cuyas aventuras generalmente se centran en rescatar a la Princesa Peach del villano Bowser. Mario tiene acceso a una variedad de potenciadores que le otorgan diferentes habilidades como ser más grande, lanzar bolas de fuego, trepar, planear, volar, saltar más alto, etcétera.
Originalmente, Mario fue bautizado con el nombre de Jumpman («hombre saltarín» en inglés) y apareció por primera vez en el videojuego Donkey Kong de 1981, pero después su nombre cambió al conocido actualmente como Mario, en homenaje al nombre del propietario de las primeras oficinas de Nintendo of America, Mario Segale en ese tiempo, y de su singular parecido al personaje.
Mario fue creado para ser un personaje de videojuegos de plataforma de dos dimensiones (2D), como Super Mario Bros., Super Mario Land, Super Mario World, etc.; pero también tiene videojuegos tridimensionales (3D), como por ejemplo Super Mario 64, Super Mario Sunshine, Super Mario Galaxy, etc. También aparece en juegos que no son del género de plataformas, como en las series Mario Kart, Mario Party, Super Smash Bros., etc. Nintendo festeja el 10 de marzo como el Día de Mario.

## Concepto y creación

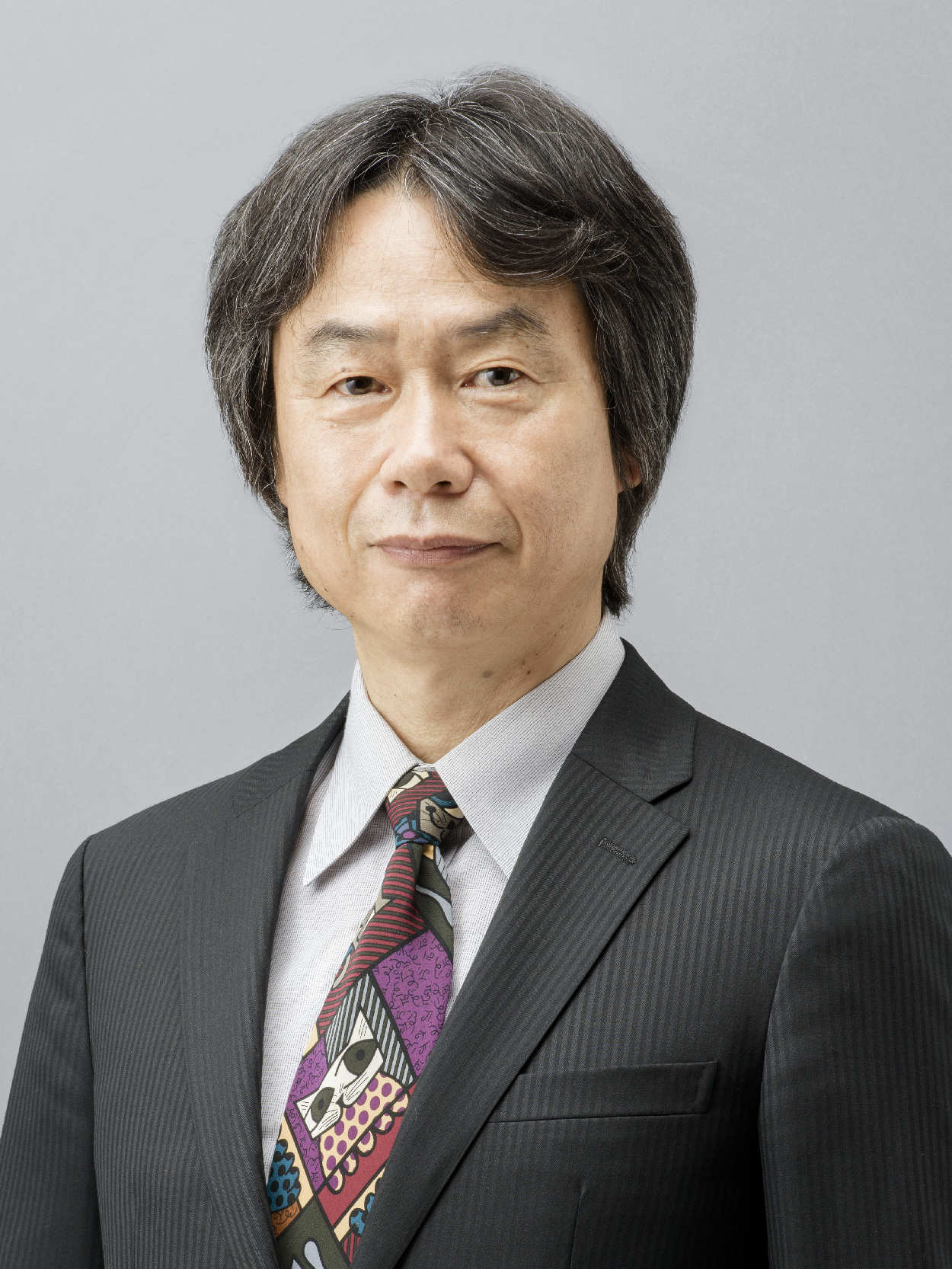
Shigeru Miyamoto, el creador de Mario

Shigeru Miyamoto creó a Mario mientras desarrollaba Donkey Kong en un intento de producir un videojuego superventas para Nintendo; juegos anteriores, como Sheriff, no habían logrado el éxito de juegos arcade como Pac-Man de Namco. Originalmente, Miyamoto quería crear un juego que usara los personajes Popeye, Bluto y Olivia Olivo. En ese momento, sin embargo, como Miyamoto no pudo adquirir una licencia para usar los personajes (y no lo haría hasta 1982 con Popeye), terminaría creando un personaje jugador sin nombre, junto con Donkey Kong y Lady (más tarde conocida como Pauline).
En las primeras etapas de Donkey Kong, el objetivo del juego era escapar de un laberinto, mientras que Mario no tenía la capacidad de saltar. Sin embargo, Miyamoto pronto introdujo capacidades de salto para el personaje jugador, razonando que «si tuvieras un barril rodando hacia ti, ¿qué harías?». Continuando con la influencia audiovisual de los años 1930, King Kong y El mago de Oz sirvieron de inspiración para que Mario y Luigi se establecieran en la ciudad de Nueva York y en el Reino Champiñón.

## Evolución de su aspecto
En la década de 1980, la tecnología utilizada era muy «primitiva», por lo que los diseñadores de Mario no podían animarlo perfectamente en cada uno de sus movimientos: algunas veces desaparecían alguna de las extremidades del personaje, o Mario saltaba y atravesaba muros. Debido a ello, se optó por agregarle ciertos detalles para solucionar dichos problemas técnicos. Fue entonces cuando Mario comenzó a contar con camisa interior, guantes, sombrero y bigotes de colores sólidos; elementos que figurarían en las siguientes adaptaciones, dándole un toque distintivo al personaje también con overol azul con botones amarillos, guantes blancos, una camisa de color roja, una gorra roja con una letra "M" grabada en un círculo blanco y zapatos marrones.
En los juegos posteriores a Super Mario Bros., con las mejoras gráficas de las nuevas consolas, su sprite se fue detallando. Así, en Super Mario World se le vio por primera vez con sus colores y atuendo característicos dentro de un videojuego. En Super Mario 64 aparece por primera vez con un diseño 3D, sin embargo, este modelo se puede calificar de primitivo, puesto que presenta un diseño marcadamente poligonal. Finalmente en 2002, con la llegada de Super Mario Sunshine, Mario cuenta con su diseño moderno en un juego. En las siguientes entregas el modelo de este personaje no muestra cambios significativos, más allá de mejoras gráficas.

## Apariciones

### 1981-1988

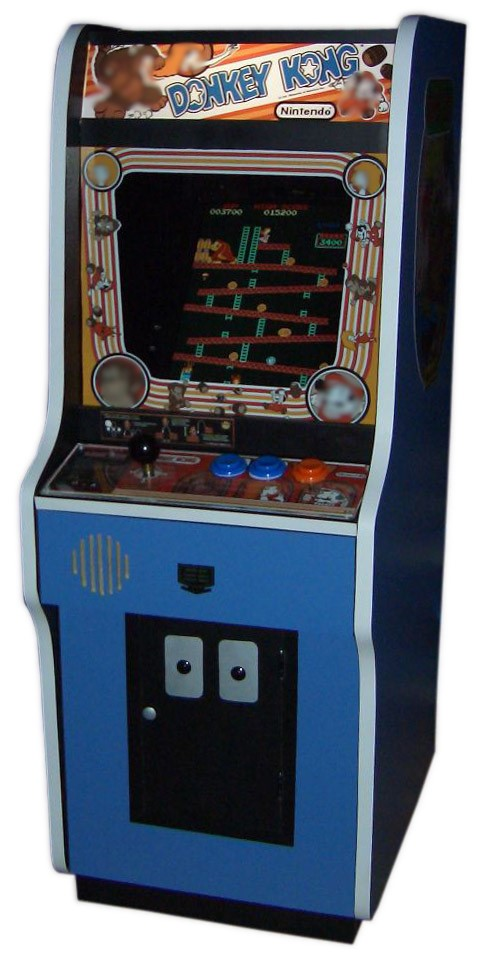
Juego arcade Donkey Kong (1981), donde Mario debutó como "Jumpman"

Su primera aparición fue dentro de un juego arcade titulado Donkey Kong de 1981. Su participación fue bajo el nombre original de «Jumpman», cuya misión era rescatar a una chica llamada Pauline, la «damisela en apuros». El argumento describe el secuestro de la misma por un gorila llamado Donkey Kong. El juego consiste en trasladar a Jumpman (Mario) saltando, esquivando las bolas de fuego, barriles y otros objetos más y llegar a la cima de la estructura donde se encontraban Pauline y Donkey Kong para así terminar y continuar al siguiente nivel.
En 1982, apareció en el juego Donkey Kong Jr., donde el hijo de Donkey Kong tiene que rescatar a su padre de una jaula custodiada por Mario (es el único juego en donde Mario hace el rol de villano).
En 1983, Mario fue acompañado por su hermano Luigi en un videojuego llamado Mario Bros. Aunque antes había aparecido como carpintero, Mario se convirtió en fontanero (gasfítero), pues su nueva misión era exterminar plagas que salían por tuberías. Jumpman fue renombrado como Mario, debido a Mario Segale, el entonces propietario de las oficinas de la compañía. De acuerdo al equipo diseñador de Nintendo, Segale y Jumpman tenían características físicas muy similares entre sí, por lo que fue a partir de entonces que reemplazaron el nombre Jumpman, por el de Mario.

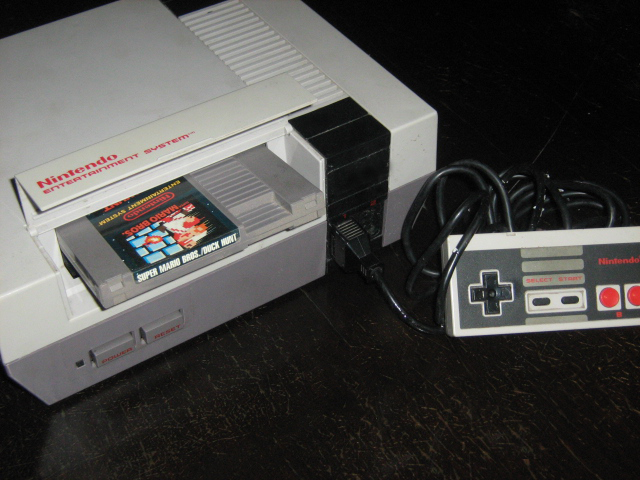
Super Mario Bros. (1985), para la Nintendo Entertainment System.

En Super Mario Bros. (1985), lanzado para la NES (Nintendo Entertainment System), es la primera entrega de la serie Super Mario y se destaca que por primera vez aparece la Princesa Peach (conocida como Princesa Toadstool en esa época) como la damisela en apuros. También hace aparición por primera vez Bowser (conocido en ese entonces como Rey Koopa) como el antagonista principal del juego. La narrativa que se usa en este juego es un modelo de las próximas entregas de plataformas de Mario. En la historia, Bowser secuestra a la princesa y convierte a todos los personajes del Reino Champiñón en bloques, enemigos y demás. Mario tiene que pasar por los siete mundos y en cada castillo debe derrotar a un falso Bowser. Tras acabar con este, aparece un Toad que le explica a Mario que la princesa se encuentra en otro castillo. Tras llegar a la fortaleza del octavo mundo y derrotar a Bowser, Mario o Luigi liberan a la Princesa Peach. Mario tiene la ayuda de potenciadores como el "Super Champiñón", que le da la habilidad de crecer un poco más; la "Flor de Fuego" le da la habilidad de lanzar bolas de fuego, transformándose en Mario de Fuego y la "Super Estrella", que le otorga invencibilidad temporalmente.
El juego Wrecking Crew (1985) cuenta con un nuevo sistema basado en la estrategia, lo que lo hizo diferente a los demás juegos de Mario lanzados hasta ese momento. En esta entrega se debe pasar por 100 niveles rompiendo bloques con un martillo mientras distintos enemigos lo atacan. Este juego introdujo una versión malvada de Mario, la cual muchos la consideran como el origen de Wario. Este juego es considerado como el juego de Mario menos conocido: la razón de esto fue porque en el título no se incluía el nombre de Mario, por lo que muchas personas solían confundirlo con otra saga.
En Super Mario Bros.: The Lost Levels (1986, conocido en Japón como Super Mario Bros 2), lanzado para el Famicom Disk System, Bowser vuelve a secuestrar a la Princesa Peach. Es similar al Super Mario Bros. original, pero ahora cuenta con más obstáculos y enemigos para dificultar la aventura de Mario. Este juego solo fue lanzado en Japón debido a su gran dificultad, aunque más tarde fue lanzado en Occidente en un recopilatorio para la SNES. En este videojuego se introdujo el "hongo venenoso".
En Super Mario Bros. 2 (1988, conocido en Japón como Super Mario USA), Mario y Luigi decidieron quedarse en el Reino Champiñón como plomeros/fontaneros. Poco tiempo después de lo acontecido en Super Mario Bros., Mario soñó que llegaba a la tierra de los sueños. Allí sus habitantes le pidieron ayuda puesto que Wart, una enorme rana (posiblemente secuaz de Bowser), había tomado el control del reino. Mario, con ayuda de Luigi, la princesa Peach y Toad (que supuestamente también tenían el mismo sueño) se enfrentaron a Wart y sus esbirros. Finalmente lo derrotan fácilmente por la alergia de Wart a las verduras, liberando así la tierra de los sueños; este juego es una versión alterada del juego japonés Yume Kōjō: Doki Doki Panic (夢工場 ドキドキパニック?), los personajes jugables son una familia árabe y varios sprites en esta versión del juego son diferentes.
En Super Mario Bros. 3 (1988), Bowser reaparece con siete secuaces, los Koopalings. Estos lo acompañan y cada uno conquista un mundo diferente. En respuesta, Peach envía a Mario (también a Luigi pero en segundo jugador) para que se encargara del asunto. Mario y Luigi deben recorrer los 8 mundos diferentes, pasar los niveles y vencer a los Koopalings. Mientras que Mario y Luigi liberaban a los reyes de cada uno de los primeros 7 mundos, Bowser había secuestrado a Peach. Mario y Luigi se dirigieron al Castillo de Bowser en el Mundo 8 y tras derrotarlo en la batalla volvieron a salvar a la princesa. En este juego se introdujo la "Super Hoja", con la cual Mario o Luigi adquieren una cola de mapache con la que puede volar temporalmente.

### 1989-1995

Visto en su sombrero, el emblema de Mario lo representa en las interfaces de muchos de los videojuegos en los que ha aparecido

En Super Mario Land (1989), un alienígena llamado Tatanga aparece, hipnotiza a los habitantes del Reino de Sarasaland y secuestra a su gobernante, la Princesa Daisy. Entonces Mario se dispone a rescatarla, viajando a través de las cuatro zonas geográficas de Sarasaland y derrotando a los secuaces de Tatanga en el camino. Finalmente, él confronta a Tatanga en el cielo del Reino Chai, derriba la nave alienígena del jefe y rescata a Daisy.
En Super Mario World (1990), Mario y Luigi llevan a la princesa Peach de vacaciones a la Isla Dinosaurio, tiempo después de los acontecimientos de Super Mario Bros. 3. Durante las vacaciones, Peach es secuestrada por Bowser. Mario y Luigi conocen a los Yoshis, seres que viven en la Isla Dinosaurio, quienes los ayudan a rescatar a Peach permitiendo que Mario y Luigi los monten, a cambio de que rescaten también a sus amigos dinosaurios que fueron encerrados dentro de huevos. Este juego introdujo la "Pluma", con la cual Mario o Luigi adquieren una capa para volar.
En Super Mario Land 2: 6 Golden Coins (1992), cuyos eventos tienen lugar inmediatamente después del Super Mario Land original, la contraparte malvada de Mario, Wario, ha puesto un hechizo sobre Mario Land mientras que Mario estaba en Sarasaland, renombrando al área Wario Land. A los habitantes se les lavó el cerebro, haciéndoles creer que Wario es su maestro y Mario es su enemigo. El motivo del antagonista detrás de este ataque era tomar el control sobre el castillo de Mario para poder tener uno. Para detener a Wario, Mario encuentra las 6 monedas de oro a lo largo de Mario Land y recupera el acceso a su castillo.
En Super Mario World 2: Yoshi's Island (1995), una cigüeña lleva a Baby Mario y Baby Luigi a través del mar, pero el malvado Kamek secuestra a Baby Luigi, mientras que Baby Mario cae en una isla llamada Yoshi's Island, hogar de Yoshi. Después de que Mario conozca a los Yoshis, el grupo viaja a través de seis mundos del juego para rescatar a Baby Luigi y a la cigüeña de Baby Bowser y Kamek.

### 1996-2002
En Super Mario 64 (1996), Mario hizo su debut en 3D. La Princesa Peach envía a Mario una carta invitándolo a ir a su castillo para un pastel; sin embargo, cuando llega, Mario descubre que Bowser ha invadido el castillo y encarceló a la princesa y sus sirvientes dentro de él usando las estrellas de poder (Power Stars). Muchas de las pinturas del castillo son portales a otros mundos, en el cual los secuaces de Bowser protegen las estrellas. Mario explora el palacio y estos otros mundos para recuperarlas. Se gana acceso a más portales de pintura mientras recupera más estrellas y él atraviesa tres carreras de obstáculos que le conducen a batallas con Bowser. Derrotar a Bowser las primeras dos veces le hace ganar a Mario llaves con las que se abren nuevos niveles del castillo, mientras que en la batalla final libera a Peach, que premia a Mario con el pastel que le prometió.
En Super Mario Sunshine (2002), Mario, Toadsworth y la princesa Peach van de vacaciones a Isla Delfino, una isla tropical. Una persona que se asemeja a Mario, conocido como Shadow Mario, vandaliza y contamina toda la isla con un pincel mágico. El vandalismo ha causado también que los Shine Sprites (Soles) escapen de la ciudad principal de la isla, Delfino Plaza, y cubre a la isla en la oscuridad. Culpado por el desastre, Mario es arrestado por las autoridades de la isla y le ordenan limpiar Isla Delfino. Mario está equipado con F.L.U.D.D. (ACUAC), un dispositivo robótico de mangueras inventado por el profesor E. Gadd, que usa para limpiar la contaminación y recoger los Shine Sprites. Mientras tanto, Peach es secuestrada por Shadow Mario, quien revela que es Bowser Jr., el hijo de Bowser, que robó también el pincel del profesor E. Gadd. Mario finalmente se enfrenta a Bowser y Bowser Jr. y rescata a la princesa. Con la isla ya limpia, Mario y Peach empiezan sus vacaciones.

### 2006-2009

Logotipo actual de Super Mario.

New Super Mario Bros. (2006) fue el primer juego de Mario que usó 2.5D. Mientras que Mario y Peach paseaban juntos por el Reino Champiñón, Bowser Jr. secuestra a Peach y huye. Mario lo persigue, aventurándose a través de ocho mundos y descubriendo nuevos poderes, como la capacidad de ser gigante por cierto tiempo y obtener un caparazón Koopa azul. Mario derrota a Bowser y Bowser Jr. y rescata a Peach.
En Super Mario Galaxy (2007), Mario es invitado por la princesa Peach para el Festival de las Estrellas del centenario en el Reino Champiñón. A su llegada, Bowser invade el Reino y arranca el castillo de Peach desde sus cimientos y lo levanta al espacio exterior. Después de no poder evitar que la princesa fuera secuestrada, Mario conoce a criaturas estrella llamadas Destellos (Lumas en inglés) y a su compañera, Rosalina/Estela. Ella le cuenta a Mario que Bowser ha robado las superestrellas de energía (Power Stars), la fuente de energía para el Observatorio Móvil de Estela/Rosalina, y que ha llevado a Peach al centro del universo. Mario entonces viaja a varias galaxias para rescatar las superestrellas, restaurar la energía al Observatorio y rescatar a la princesa.
En New Super Mario Bros. Wii (2009), otro juego 2.5D, Mario, Luigi y dos Toads asisten a la fiesta de cumpleaños de la princesa Peach cuando Bowser Jr. y los otros siete Koopalings emboscan a la princesa y la secuestran. Mario, Luigi y los dos Toads los persiguen a través de ocho mundos y derrotan a cada Koopaling a medida que avanzan. El cuarteto finalmente se enfrenta a Bowser, lo derrotan y rescatan a Peach.

### 2010-2019
En Super Mario Galaxy 2 (2010), Bowser, quien se transformó en un gigante con el poder de las estrellas, ataca el Reino Champiñón y secuestra a Peach, llevándola al centro del universo. Con la ayuda de los Destellos, Mario pilotea el "Starship Mario" (Astronave), un planeta móvil con la forma de su cabeza, con el fin de viajar a varias galaxias y recoger las estrellas, utilizadas para propulsar la nave. Después de varias batallas contra Bowser y Bowser Jr., Mario finalmente llega a la guarida del villano en el centro del universo, donde lo derrota y rescata a la princesa.
En Super Mario 3D Land (2011), durante una noche, una tormenta violenta asoma por el Reino Champiñón, en el cual Mario y todos los Toads del reino se quedan por varias noches a dormir con la Princesa Peach. Ella, preocupada por el árbol de superhojas, sale a ver cómo está, tras lo cual se oye una risa maléfica de Bowser. Al día siguiente, las superhojas del árbol no están y la Princesa Peach no regresaba aún. Mario y tres Toads de colores Rojo, Amarillo y Azul ven una carta donde aparece la imagen de Bowser, cuyo contenido afirmaba el secuestro de la princesa y las superhojas. Mario se ve en la misión de rescatar a la Princesa Peach del malvado Bowser atravesando distintos mundos, ahora con la ayuda de las superhojas, hasta llegar al Castillo de Bowser.
En New Super Mario Bros. 2 (2012), se coleccionan varias monedas esparcidas por el Reino Champiñón, además de salvar la princesa Peach de las garras de Bowser y los Koopalings. Mario regresa una vez más para derrotar al villano y sus secuaces en New Super Mario Bros. U (2012). Ambos juegos son en formato 2.5D y se recorren 8 mundos llenos de enemigos y aventuras, que luego de ser superadas dan origen al noveno.
En New Super Luigi U (2013), este juego se hizo conmemorando el 30° aniversario de Luigi y en la historia Mario está ausente en todo el juego, aunque en la escena introductoria sale su gorra, lo que da a entender que no pudo asistir a la reunión en el castillo.
En Super Mario 3D World (2013), se puede jugar con Luigi, Peach y Toad y Rosalina además de Mario y es el primer juego en 3D de Mario en poder jugarse en multijugador, su característica principal es el nuevo potenciador de gato. También hay nuevos niveles y poderes clásicos. Dicho título volvió con los juegos 3D de la saga Mario, trayendo inclusive más mundos que la mayoría de los juegos de la serie, y ha sido elogiado por sus gráficos y su envolvente música.

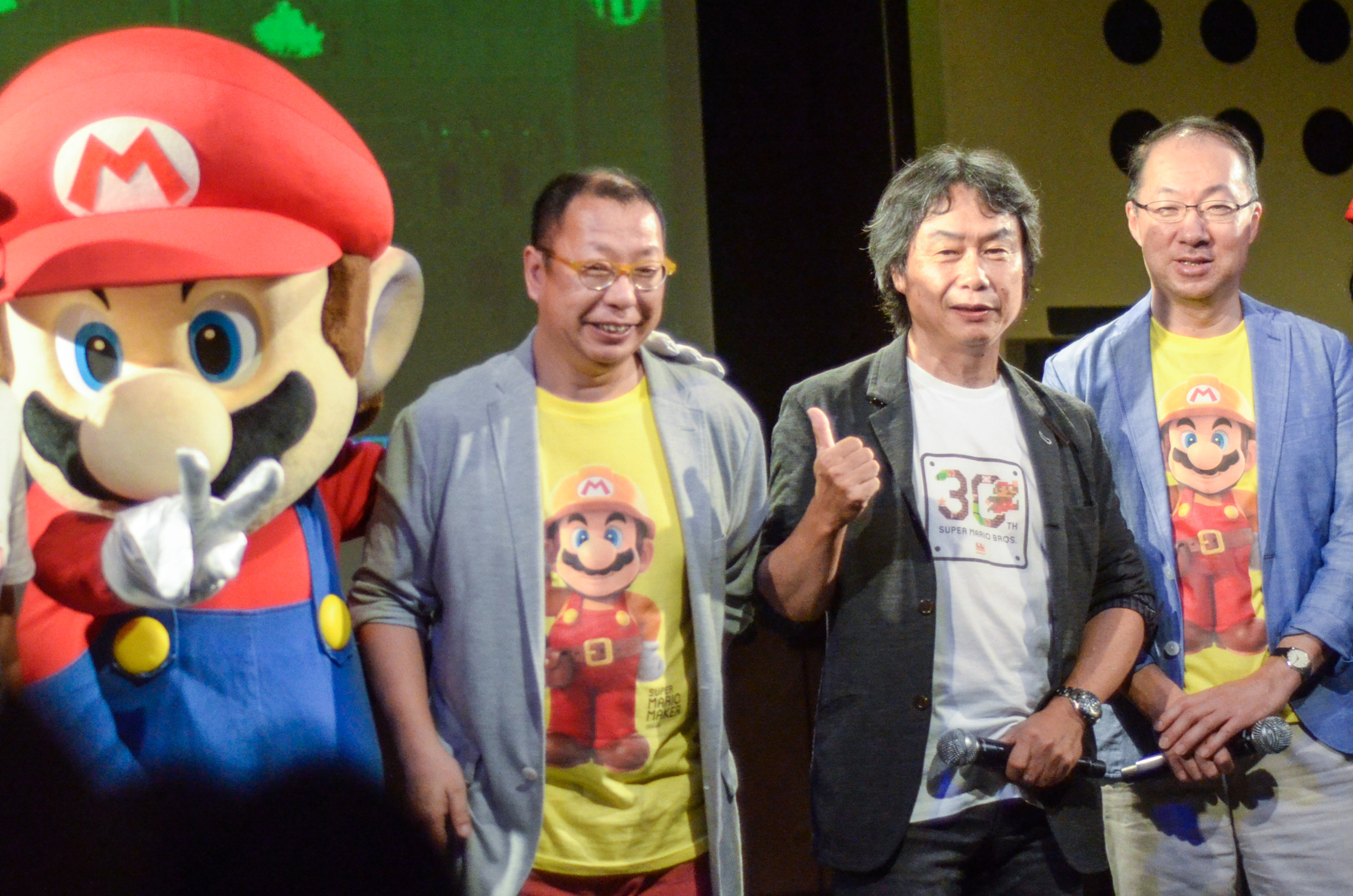
Takashi Tezuka, Shigeru Miyamoto y Kōji Kondō en el festival del 30.º aniversario de Super Mario en Shibuya, Tokio, Japón, el 13 de septiembre de 2015

En Super Mario Maker (2015), un juego en el que los jugadores pueden crear niveles personalizados, puede escogerse crear niveles con el estilo de Super Mario Bros., Super Mario Bros. 3, Super Mario World o New Super Mario Bros. U. También se puede elegir los escenarios, los cuales son: al aire libre, subterráneo, bajo el agua, una casa embrujada, un barco volador y un castillo. Se puede jugar niveles creados por otras personas en el modo "Niveles mundiales" o jugar un mundo llamado "Desafío de los 100 Marios"; también hay otro modo de 10 Marios como vidas. Este juego fue creado por el 30° aniversario de Super Mario.
En Super Mario Run (2016), juego lanzado como aplicación para iOS y Android, Mario debe ayudar a Peach a reconstruir el reino. El juego incluye un modo competitivo y 6 mundos, aunque es gratis el primero de ellos para jugar los demás se debe pagar dinero.
En Mario + Rabbids Kingdom Battle (2017), lanzado junto con Ubisoft. Mario debe salvar los reinos que se fusionaron, para eso los Rabbids se unen al equipo de Mario y los ayudan a luchar contra varios Garden Ziggies, gracias a las armas adjuntas a un mensaje enviado por un misterioso FB. Mientras viajan, vislumbran el vórtice, más tarde conocido como Megabug.
En Super Mario Odyssey (2017), lanzado para Nintendo Switch, Mario debe, como en otras entregas, rescatar a Peach, quien ha sido secuestrada por Bowser para casarse con esta. Pero esta vez, Mario tendrá la ayuda de Cappy, ya que Tiara, hermana de este, también fue secuestrada. Si Mario lanza a Cappy contra un enemigo podrá transformarse en él.
En New Super Mario Bros. U Deluxe (2019), es la versión para Switch del juego de Wii U, New Super Mario Bros. U, donde se une Toadette, que agrega 100 segundos más en un nivel e incluye un nuevo power-up: la corona, que la transforma en una especie de Peach llamada Peachette. Esta tiene la capacidad de planear con su vestido y realizar dobles saltos.
En Super Mario Maker 2 (2019), la secuela de Super Mario Maker, se agrega un modo historia donde el castillo de Peach es destruido y aparecen nuevos enemigos y objetos. También se puede crear niveles con el estilo de los mismos juegos del original y además se le agregó a Super Mario 3D World. Aunque el modo de juego del "Desafío de los 100 Marios" no está disponible, esta entrega presenta una opción de juego infinito, con una temática similar.

### 2020-presente

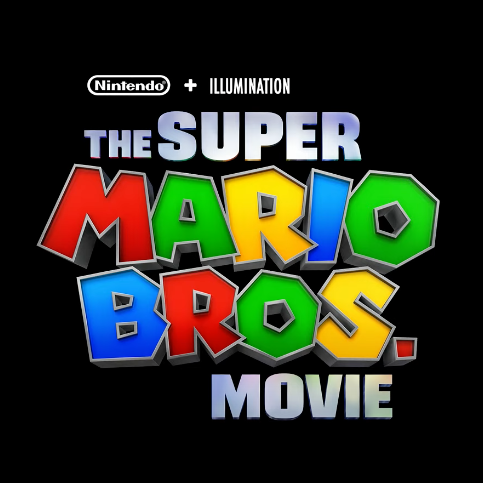
Logotipo de Super Mario Bros. La película (2023)

Super Mario 3D All Stars (2020) es una recopilación de los juegos de Super Mario en 3D más importantes de cada una de las generaciones que representa, siendo Super Mario 64 representando la quinta generación de videoconsolas, Super Mario Sunshine la sexta y Super Mario Galaxy la séptima. Los tres juegos conservan las mismas cosas que sus contrapartes originales, pero se les dio gráficos en alta definición. Esta recopilación fue lanzada por el 35° aniversario de Super Mario.
En Super Mario Bros. 35 (2020), Mario aparece como un personaje jugable en Super Mario Bros. 35. Treinta y cinco jugadores juegan en pantallas separadas a niveles de Super Mario Bros., recogiendo monedas y derrotando enemigos, a la vez que intentan sobrevivir y enviar enemigos y obstáculos al campo de juego de sus adversarios. El último jugador vivo gana la partida. Se creó para celebrar el 35.º aniversario de Super Mario.
Super Mario 3D World + Bowser's Fury (2021) es el port del juego de Wii U, Super Mario 3D World, pero con el modo agregado Bowser's Fury, que no se trata de un mundo nuevo para el port si no que un juego nuevo, siendo el primer mundo abierto de Super Mario con la campana felina y presentado a Bowser mucho más imponente y malvado.
En Mario + Rabbids Sparks of Hope (2022), un equipo de personajes de Mario y Rabbid tiene que salvar el universo de una extraña entidad encapuchada llamada Cursa.
En Super Mario Bros. Wonder (2023), Mario y sus amigos deben detener a Bowser, quien planea apoderarse de una nueva tierra conocida como el Reino Flor después de usar la mágica Flor Maravilla para fusionarse con el castillo del reino.

## Otros juegos y ocupaciones
Aunque en un comienzo, Mario trabaja como carpintero (en Donkey Kong) y luego como fontanero (en Mario Bros.) y como demoledor (en Wrecking Crew), existen otras profesiones que Mario realiza. Un ejemplo de ello es en Dr. Mario, en el cual Mario tiene como profesión la bacteriología y la medicina, tratando de aniquilar a virus con sus cápsulas de acuerdo al color que están compuestos los virus. Aunque se dice que también Mario es doctor, en el juego de Super Mario RPG: Legend of the Seven Stars, se resalta mucho que Mario es un fontanero. En la película Super Mario Bros. (1993), lleva sus herramientas en un cinturón y realiza reparaciones en las tuberías.
También se le ha visto trabajar de árbitro de boxeo (Punch-Out!!), tenista (Mario Tennis), futbolista (Super Mario Strikers), jugador de baloncesto (Mario Hoops 3-on-3), beisbolista (Mario Superstar Baseball), golfista (Mario Golf), piloto de carreras (Mario Kart), juez deportivo (cualquier juego en el que aparezcan Mario y deportes), pintor y arqueólogo (Mario's Picross, Mario Paint), esquiador y alpinista (Mario & Sonic en los Juegos Olímpicos de invierno), luchador (serie Super Smash Bros.) etc. También aparece como personaje jugable en las franquicias de Mario Party, Paper Mario, etc.

## Habilidades

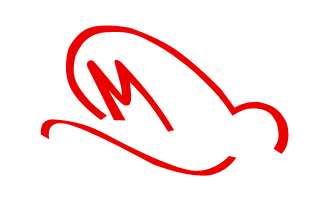
Firma de Mario.

Durante el desarrollo de Donkey Kong, Mario era conocido como Jumpman. Saltar –tanto para acceder a lugares como para hacer un movimiento ofensivo– es un elemento común en los juegos de Mario, especialmente en la serie Super Mario. La forma de ataque más habitual de Mario es saltar para pisotear las cabezas de los enemigos, que se usaron por primera vez en Super Mario Bros. Este movimiento de salto de golpe puede aplastar por completo a los enemigos más pequeños en el escenario y, por lo general, inflige daño a los más grandes, causando a veces efectos secundarios.
Este ataque a menudo permite a Mario golpear a los caparazones de los Koopa Troopas, que pueden ser usados como armas. Los juegos siguientes han desarrollado las habilidades de Mario para saltar. Super Mario World agregó la capacidad de saltar en rotación, lo que permite a Mario romper bloques debajo de él. La versión para Game Boy de Donkey Kong permite a Mario saltar más alto, con botes consecutivos, además de realizar una vuelta atrás. En Super Mario 64, Mario adquiere nuevas habilidades, como un salto mortal hacia los lados, un "ground pound", que es un movimiento de empuje hacia abajo de gran impacto y la "patada de pared", que lo impulsa hacia arriba al rebotar en los muros, en Super Mario Odyssey, Mario gracias a Cappy adquiere la habilidad de saltar sobre Cappy, lograr saltos más altos y capturar o poseer a los enemigos y objetos, por último se le agregó la habilidad de girar y saltar girando.

## Rivalidad con Sonic the Hedgehog
Mario se convirtió en el personaje emblemático de Nintendo, debido al gran éxito de los videojuegos en los cuales aparecía. A principios de los años 1990, Sega (la principal compañía rival de Nintendo en ese momento) comenzó a desarrollar su propio personaje icónico, el cual terminaría siendo Sonic the Hedgehog (quien se convirtió por esos años en el principal rival de Mario). Durante más de una década, Nintendo y Sega desarrollaron múltiples videojuegos con sus respectivas mascotas en sus respectivas consolas, tratando de superarse entre sí. Sin embargo, en 2002, la rivalidad llegó a su término definitivo, cuando Sega se retiró del mercado de consolas tras las decepcionantes ventas de la consola Dreamcast, y posteriormente los juegos Sonic Adventure y Sonic Adventure 2 fueron lanzados en la consola Nintendo GameCube con los nombres de Sonic Adventure DX y Sonic Adventure 2: Battle.
En 2007, ambos personajes participaron juntos en el videojuego Mario & Sonic en los Juegos Olímpicos, mientras que en 2008 tuvieron otra participación adicional en el juego Super Smash Bros. Brawl; en 2009 volvieron a unirse en Mario y Sonic en los Juegos Olímpicos de Invierno, lo mismo en Mario & Sonic en los Juegos Olímpicos Londres 2012 y en Mario y Sonic en los Juegos Olímpicos de Invierno Sochi 2014, juego que forma parte de una alianza mundial entre Nintendo y Sega. De este modo, la rivalidad entre ambos personajes llegó a su fin, convirtiéndose en aliados en varias ocasiones y en amistosos competidores entre sí.
El diseño del villano de Sonic, el Dr. Eggman, es bastante similar al de Mario dado que estaba destinado a competir con él.

## Personalidad

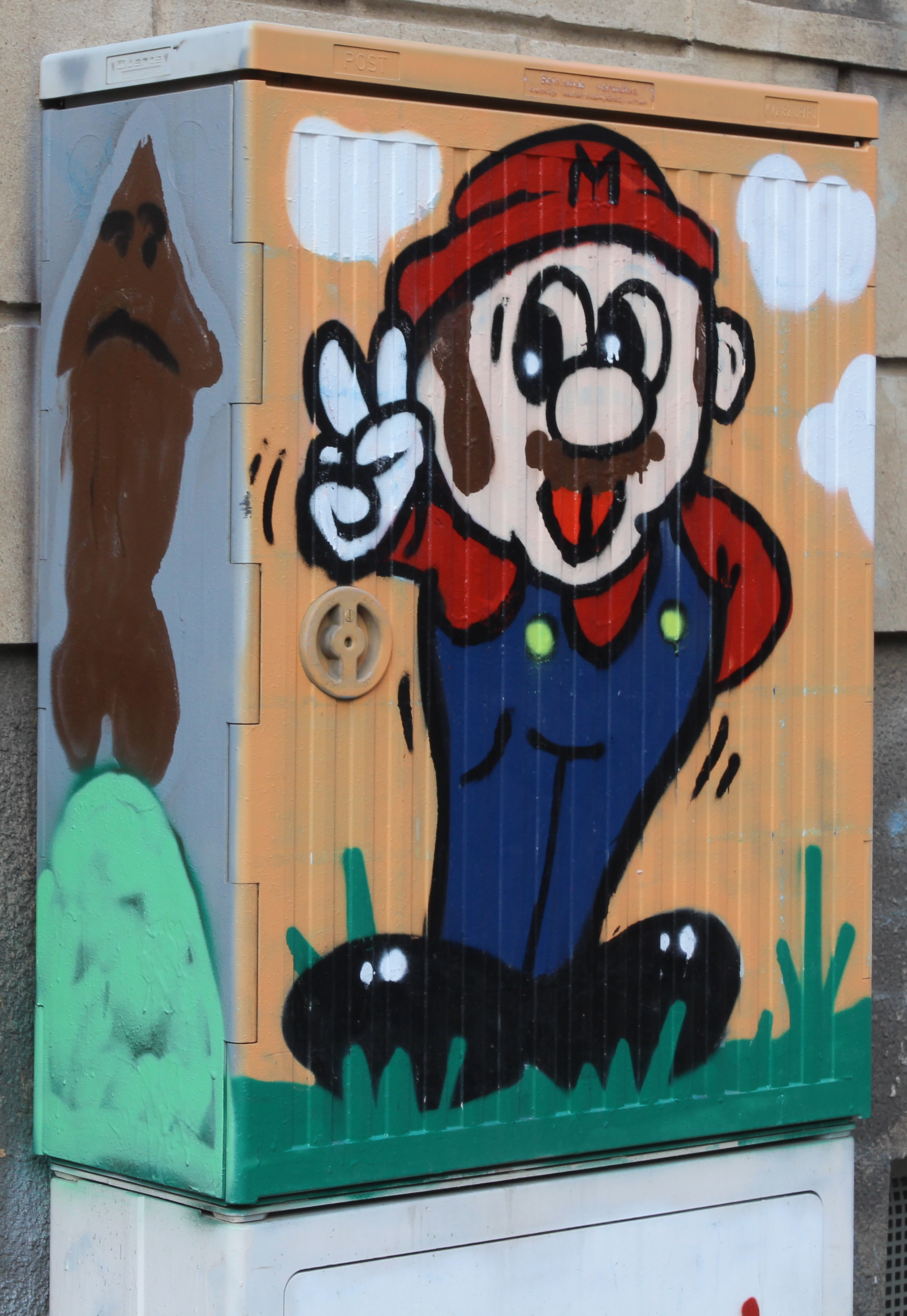
Grafiti de Mario en Halle, Alemania.

Como se ve en diversos juegos, Mario es un personaje amable y de noble corazón con un sentido del deber admirable. De hecho, en Mario & Luigi: Compañeros en el Tiempo, el carismático fontanero es descrito como "honesto y valiente". También valora afectivamente a su hermano menor, Luigi. Demuestra cierto sentimiento mutuo con la Princesa Peach. Es amante de la aventura y es una persona humilde y tranquila. Siempre tiene una solución para los problemas y utiliza cualquier cosa que tenga a su disposición, usando la creatividad para lograr su objetivo.
El personaje no acostumbra a hablar o comunicarse verbalmente; más bien se comunica en base de gruñidos, sonidos, o gritos comprensibles. Sin embargo, en Super Mario Sunshine pronuncia oraciones verbalmente lógicas, conversando con Toadsworth. A veces también dice:

"Here we go!",
"Mama-mia",
"It's-a-me, Mario",
"Okie dokie"

## Características en la saga Super Smash Bros.
Otra profesión de Mario, donde ha desarrollado popularidad, es la de luchador en la serie Super Smash Bros., destacando que ha aparecido en cada una de sus entregas. Mario es un personaje balanceado en cuanto a peso y velocidad. Su capa puede usarse a modo de contraataque, repeliendo cualquier proyectil o acercamiento. Su movimiento de salto tiene la característica de que si toca a un enemigo puede obtener monedas y, a la vez, mandarlo fuera de la pantalla. También puede usar a F.L.U.D.D (ACUAC), de Super Mario Sunshine, aunque tiene que recargarse. Por último, otro ataque le permite lanzar bolas de fuego, que, entre más lejos llegan, más daño causan. Su Smash Final consiste en disparar dos ráfagas de fuego gigantescas, con probabilidad de sacar a los enemigos de la pantalla; de lo contrario, causan gran daño.

## Apariciones fuera de los videojuegos
La primera aparición de Mario en medios distintos a los videojuegos fue Saturday Supercade, una serie animada de televisión producida por Ruby-Spears Productions en 1983. Mario aparece en la película de anime Super Mario Bros.: Peach-Hime Kyushutsu Dai Sakusen!; se estrenó el 20 de julio de 1986 en Japón, protagonizada por Tōru Furuya como la voz de Mario y Yū Mizushima como la voz de Luigi.
La serie animada The Super Mario Bros. Super Show! presentaba también una serie de sketches de acción en vivo protagonizados por Lou Albano como Mario y Danny Wells como Luigi. Las otras dos series animadas, The Adventures of Super Mario Bros. 3 y Super Mario World, están protagonizadas por Walker Boone como la voz de Mario y Tony Rosato como la voz de Luigi. Mario apareció en una serie de libros, los Nintendo Adventure Books.
Mario aparece en la película de acción en vivo Super Mario Bros. (1993), interpretado por Bob Hoskins. Mario se encuentra en un universo alternativo en el que los dinosaurios gobiernan, y donde debe salvar a la Tierra de la invasión. La película fue un fracaso comercial en la taquilla. Aunque Nintendo inicialmente no le dio un apellido, Mario en la película se apellida "Mario", llamándose "Mario Mario". Miyamoto aparentemente declaró que ese era el nombre completo de Mario y el de su hermano "Luigi Mario".
Mario aparece en la película animada The Super Mario Bros. Movie (2023), donde su voz es interpretada por Chris Pratt. La película lo muestra a él y a Luigi como plomeros ítalo estadounidenses que comenzaron su propio negocio en Brooklyn después de trabajar para Foreman Spike, quien supervisa a Wrecking Crew. Intentan arreglar una fuga de alcantarilla significativa reportada en las noticias para hacerse un nombre, solo para que la tubería transporte a Mario al Reino Champiñón y a Luigi a las Tierras Oscuras. Mario trabaja con Peach, Toad y más tarde con Donkey Kong para rescatar a Luigi y el Reino Champiñón del tiránico Bowser. Martinet hace apariciones especiales en la película como el padre de Mario y Luigi, y como Giuseppe, que aparece en Brooklyn y se parece al diseño original de Mario de Donkey Kong, hablando con su voz en el juego. En respuesta a las críticas sobre el casting de Pratt, el codirector Aaron Horvath explicó que fue elegido principalmente por su historial de interpretar protagonistas bondadosos y de clase trabajadora.

## Legado

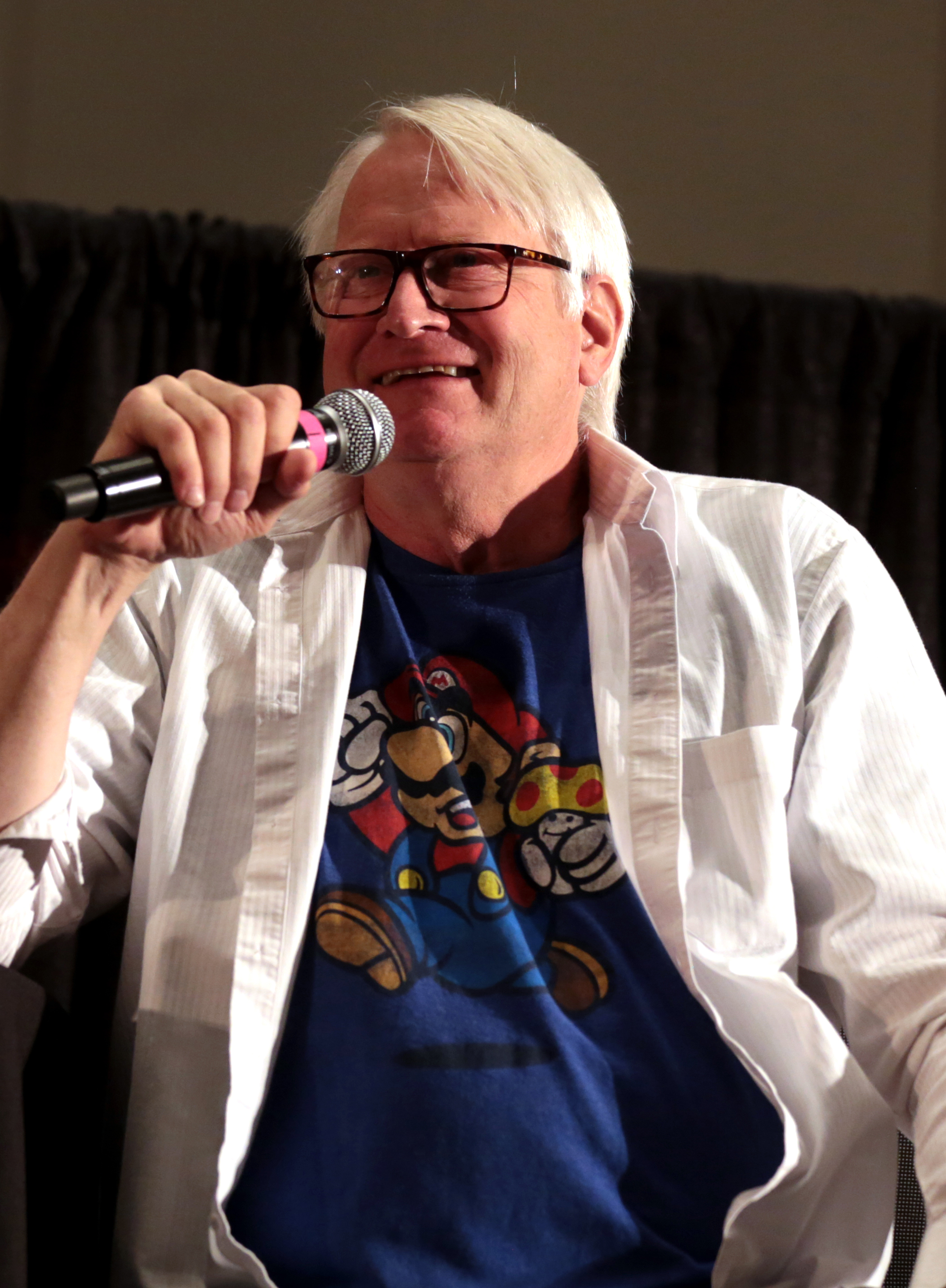
Charles Martinet, actor de voz de Mario desde 1991 hasta 2022

Mario se ha establecido como un icono de la cultura pop y ha protagonizado numerosos programas de televisión, cómics y tres películas. Ha aparecido en loncheras, camisetas, revistas, anuncios publicitarios (especialmente en un anuncio de Got Milk?) en forma de caramelos, en botellas de champú, cereales, insignias, juegos de mesa y como un juguete de peluche.
Muchas personas y lugares han sido nombrados o apodados en honor a Mario. Bergsala, el distribuidor de los productos de Nintendo en los países nórdicos y bálticos, está situado en Marios Gata 21 (Mario's Street 21) en Kungsbacka, Suecia, y lleva el nombre de Mario. Muchas estrellas del deporte, como el jugador de la Bundesliga, Mario Götze, el exfutbolista alemán Mario Gómez, el exjugador de la Liga Nacional de Hockey, Mario Lemieux, el futbolista italiano Mario Balotelli, el exfutbolista croata Mario Mandžukić y el ciclista italiano Mario Cipollini, han recibido el apodo de "Super Mario". En el suburbio de Arcosur en la ciudad de Zaragoza, España, las calles llevan el nombre de los videojuegos, entre ellos "Avenida de Super Mario Bros".
Mario ha inspirado pinturas sin licencia, actuaciones en espectáculos de talento como India's Got Talent, y cortometrajes, que han sido vistos cientos de miles de veces. El personaje ha estado presente en una serie de trabajos creados por terceros distintos de Nintendo, como el iOS y el videojuego Android Platform Panic, en el que una de las pieles adquiribles es una referencia a él.
Mario fue parodiado en series de televisión como Mad y Robot Chicken, la mayoría de las veces, junto a otros personajes de videojuegos como Mega Man, Sonic the Hedgehog y Pac-Man.
El legado de Mario es reconocido por Guinness World Records, que premió a la mascota de Nintendo, y la serie de juegos de plataformas en los que ha aparecido, siete récords mundiales en el Guinness World Records: Edición 2008 de Gamer. Estos discos incluyen "Best Selling Video Game Series of All Time", "First Movie Based on an Existing Video Game" y "Most Prolific Video Game Character", con Mario apareciendo en 116 títulos distintos (sin incluir remakes ni reediciones).
Mario apareció en la ceremonia de clausura de los Juegos Olímpicos de Verano de 2016 para promocionar los Juegos Olímpicos de Verano de 2020 en Tokio. En un video pregrabado, el entonces primer ministro Shinzō Abe se convirtió en Mario para usar un tubo de gran tamaño en medio del estadio.
El Día de Mario (anteriormente conocido como Día Nacional de Mario) se celebra el 10 de marzo, ya que cuando esa fecha se presenta como el 10 de marzo se asemeja al nombre de MARIO. Desde 2016, el día fue oficialmente observado por Nintendo, y se celebra anualmente mediante la promoción de juegos de Mario y la celebración de eventos relacionados con Mario.